# Emil Milev
Pour les articles homonymes, voir Milev.
Emil Milev, né le 2 mai 1964 à Sofia, est un tireur sportif bulgare. 

## Carrière
Emil Milev participe aux Jeux olympiques de 1996 à Atlanta où il remporte la médaille d'argent dans l'épreuve du pistolet 25 mètres. Lors des Jeux olympiques d'été de 2012, il concourt pour les États-Unis et termine à la treizième place.